# Amenemopet (vizir d'Amenhotep II)
Pour les articles homonymes, voir Amenemopet.
Amenemopet (Amon est dans le harem) également nommé Amenemopet Pairy est vizir d'Amenhotep II (XVIIIe dynastie). Il assumait également la haute responsabilité de Gouverneur de Thèbes ce qui faisait de lui l'un des plus importants personnages de la cour royale. Il est le cousin de Sennefer qui occupa la charge de maire de Thèbes sous le règne du même pharaon.

## Généalogie
Selon une inscription, Amenemopet est :
« noble, prince, dignitaire du roi, celui qui réunit les hommes, qui orne les Deux Seigneurs (Horus et Seth) et pare les Deux Maîtresses, celui qui satisfait Maât chaque jour, qui sépare véritablement les querelleurs, le maire de la Ville, le vizir, Amenemopet. »

## Sépulture
Il s'était fait creuser dans un premier temps une tombe sur la rive occidentale de Thèbes (à Cheikh Abd el-Gournah, tombe thébaine TT29) non loin de celle de son cousin (tombe thébaine TT96). Cette première tombe comporte une version des Devoirs du vizir, apportant des informations précieuses sur cette fonction prestigieuse de l'État pharaonique. Un autre exemplaire de cette version a été retrouvé dans la tombe de Rekhmirê qui occupa le poste de vizir avant lui pour le compte de Thoutmôsis III ainsi qu'au début du règne d'Amenhotep II.
Étant en faveur royale, Amenemopet reçut le privilège rare de se faire aménager une tombe dans la vallée des Rois (KV48), témoignage de son ascension spectaculaire et de son influence auprès du roi.